# Andrew Walker
Andrew Walker (Montreal, 9 juni 1979) is een Canadees acteur. Hij is het bekendst door zijn rollen in Radio Active, Sabrina, the Teenage Witch en Student Bodies.

## Filmografie (selectie)
- Love on Ice (2017, tv-film)
- Bridal Wave (2015, tv-film)
- A Bride for Christmas (2012, tv-film)
- Abducted: Fugitive for Love  (2007, tv-film)
- Separated at Worth (2006, tv-film)
- Cuts (2006, tv-serie)
- Steel Toes (2006)
- The Beach Party at the Threshold of Hell (2006)
- Hot Properties (2005, tv-serie)
- Reba (2005, tv-serie)
- Lies and Deception (2005, tv-film)
- Sabrina, the Teenage Witch (2002–2003, tv-serie)
- Wicked Minds (2003, tv-film)
- Maybe It's Me (2001–2002, tv-serie)
- The Score (2001)
- Radio Active (1999–2001, tv-serie)
- Are You Afraid of the Dark? (1996–1999, tv-serie)
- The Secret Pact (1999)
- Back to Sherwood (1999, tv-serie)
- Student Bodies (1997–1999, tv-serie)
- Halifax f.p (1997, tv-serie)
- NYPD Blue (1996, tv-serie)
- Ready or Not (1995, tv-serie)